# Норча
Но́рча (итал. Norcia) — коммуна в Италии, располагается в регионе Умбрия, подчиняется административному центру Перуджа.
Население составляет 4695 человек, плотность населения составляет 17 чел./км². Занимает площадь 274 км². Почтовый индекс — 6046. Телефонный код — 0743.
Покровителем коммуны почитается святой Бенедикт Нурсийский. Праздник ежегодно празднуется 21 марта.
Усилиями местного бизнесмена Карло Бьянкони, владеющего несколькими отелями, в Норче с 1999 по 2006 год проводился футбольный турнир Зимний кубок Норчи.
24 августа 2016 года близ Норчи произошло землетрясение магнитудой 6,2, однако не причинившее сильных повреждений городу. Тем не менее 30 октября 2016 года произошло ещё одно землетрясение магнитудой 6,5, обернувшееся для города серьёзными разрушениями. В частности был разрушен монастырь Святого Бенедикта.

## Известные уроженцы
- Квинт Серторий (120-е годы до н. э. — 73 год до н. э.) ─ римский политический деятель и военачальник.
- Антонио Ферри (1912—1975) — итальянский и американский учёный, известный научными трудами в области аэродинамики.